# (9815) Mariakirch
(9815) Mariakirch ist ein Asteroid des Hauptgürtels, der am 24. September 1960 von dem niederländischen Astronomenehepaar Cornelis Johannes van Houten und Ingrid van Houten-Groeneveld entdeckt wurde. Die Entdeckung geschah im Rahmen des Palomar-Leiden-Surveys, bei dem von Tom Gehrels mit dem 120-cm-Oschin-Schmidt-Teleskop des Palomar-Observatoriums (IAU-Code 675) aufgenommene Feldplatten an der Universität Leiden durchmustert wurden.
Der Asteroid wurde am 11. November 2000 nach der deutschen Astronomin Maria Margaretha Kirch (1670–1720) benannt, die den Kometen von 1702 entdeckte und den veränderlichen Stern Mira Ceti beobachtete.